# Modbus
Modbus är ett protokoll ursprungligen framtaget av Modicon 1979 för användning med företagets PLC-baserade system.
Protokollet har blivit en de facto-standard och är ett av de vanligaste kommunikationssätten för industriell elektronik och system för automation. Det vanligaste är att protokollet används med RS-485, men det finns även varianter för Ethernet och TCP/IP (Modbus TCP).